# Comte de Wisborg

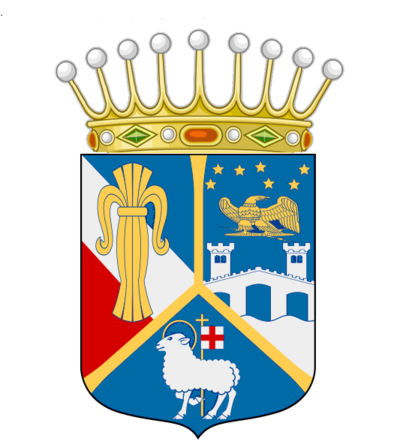
Armoiries des comtes de Wisborg (1951).

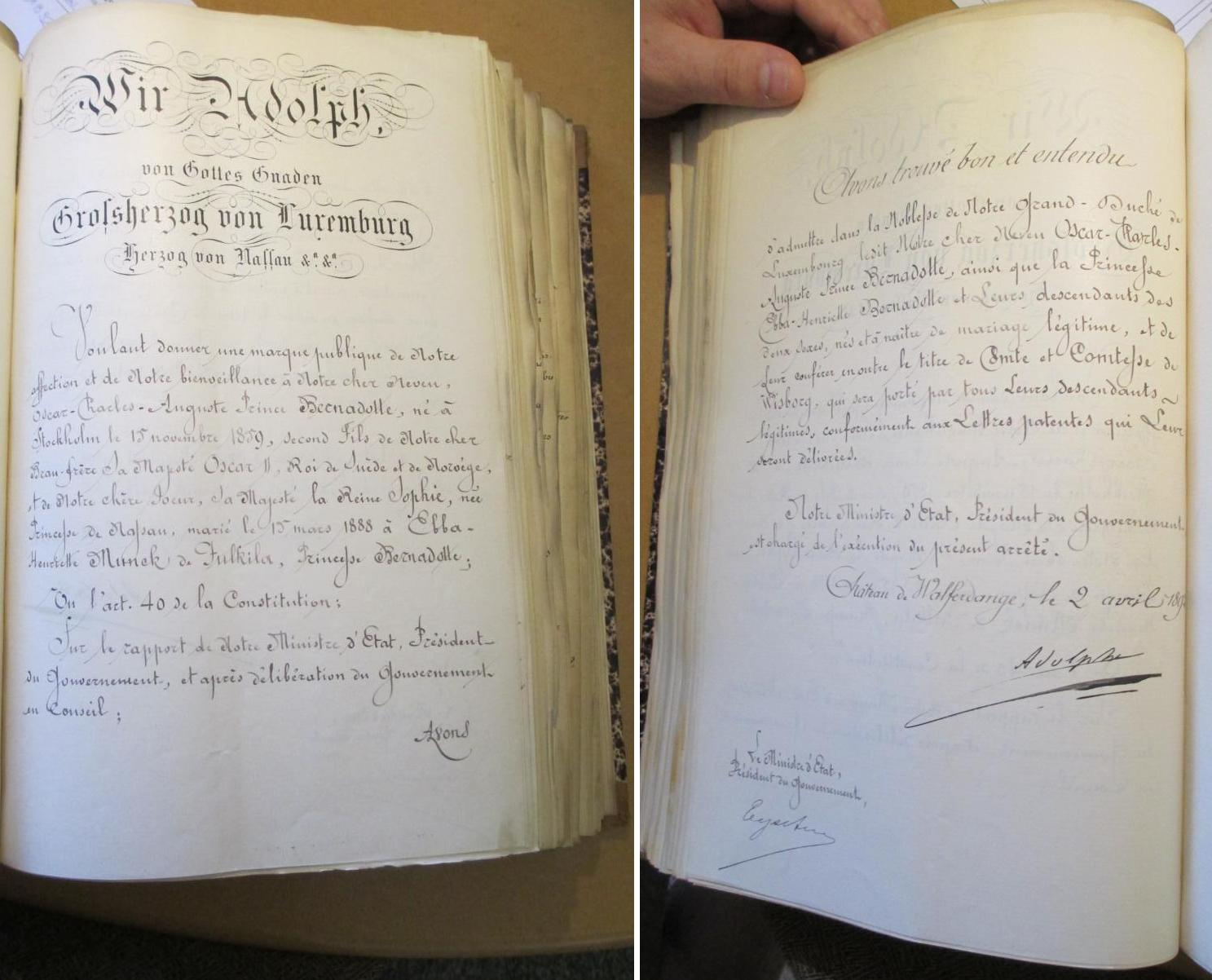
Lettres patentes du grand-duc Adolphe, grand-duc de Luxembourg, pour le prince Oscar Bernadotte, 1892

Comte de Wisborg (Greve av Wisborg en suédois) est un titre de noblesse luxembourgeois porté par plusieurs membres de la maison Bernadotte,.

## Histoire
Le prince Oscar, deuxième fils du roi Oscar II, est déchu de tous ses titres suédois à la suite de son mariage morganatique avec Ebba Munck af Fulkila en 1888. L'oncle du prince, le grand-duc Adolphe, grand-duc de Luxembourg, lui confère le titre de comte de Wisborg en 1892. Il conserve le droit de porter le nom de Bernadotte, et le titre de comte est également porté par ses deux fils, Carl Oscar (1890-1977) et Folke (1895-1948).
Le 2 juillet 1951, le titre de comte de Wisborg est attribué à trois autres membres de la maison Bernadotte ayant contracté des mariages morganatiques par la grande-duchesse Charlotte de Luxembourg :
- Lennart Bernadotte (1909-2004), fils du prince Guillaume et petit-fils du roi Gustave V ;
- Sigvard Bernadotte (1907-2002), deuxième fils du roi Gustave VI Adolphe ;
- Carl Johan Bernadotte (1916-2012), quatrième fils du roi Gustave VI Adolphe.

Tous les quatre sont appelés prince Bernadotte dans ces documents.
Les descendants agnatiques de ces princes ont également le droit de porter ce titre. Ils font partie de la « noblesse non introduite » (Ointroducerad Adels) de Suède.